# (37732) 1996 TY68
1996 TY68 (asteroide 37732) é um asteroide troiano de Júpiter. Possui uma excentricidade de 0.02549870 e uma inclinação de 15.47798º.
Este asteroide foi descoberto no dia 10 de outubro de 1996 por Claes-Ingvar Lagerkvist em La Silla.